# Rainbow Coalition
Die Rainbow Coalition war die Vereinigung der sozialrevolutionären Bewegungen in den USA. Sie wurde von dem Mitbegründer der Black Panther Party Fred Hampton Ende der 1960er Jahre initiiert, überwand Rassen- und Herkunftsgrenzen und gelangte – aufgrund ihres Erfolgs und raschen Wachstums – bald in den Fokus des FBI.

## Zusammensetzung
Die Koalition verstand sich als Kampfbund gegen die Unterdrückung der Arbeiterklasse der African Americans, der weißen (Südstaaten-)Amerikaner, Puerto-Ricaner, Native Americans und Hispanics. Aus Sicht des FBI war die Rainbow Coalition genau deshalb extrem gefährlich: Rassengrenzen spielten keine Rolle, stattdessen konzentrierte sie sich auf die soziale Frage und stellte so auch die soziale Vormachtstellung der Weißen begründet durch die Rassengrenzen (White Supremacy) der amerikanischen Gesellschaft in Frage.
In der Rainbow Coalition waren vereinigt:
- Black Panther Party
- Young Lords Organization, Bürgerrechtsbewegung der Puerto-Ricaner in den USA
- Young Patriots, Bürgerrechtsbewegung von weißen armen Arbeitsmigranten mit Schwerpunkt City of Chicago
- American Indian Movement
- Brown Berets
- I Wor Kuen
- Patriot Party
- White Panther Party
- Rising Up Angry
- Lincoln Park Poor People’s Coalition

## Entwicklung
Fred Hampton war zu dieser Zeit das Gesicht der Black Panther Party und auch der Rainbow Coalition. Die Rainbow Coalition war in den späten 1960er und frühen 1970er Jahren mit einem Schwerpunkt in Chicago, Illinois aktiv. Neben Hampton spielten William „Preacherman“ Fesperman, Jack (Junebug) Boykin, Bobby Joe Mcginnis und Hy Thurman von der Young Patriots Organization und der Gründer der Young Lords Jose Cha Cha Jimenez eine wichtige Rolle. Nach und nach schlossen sich radikal-sozialistische Gruppen der Koalition an. Hampton wurde im Dezember 1969 bei einer Polizeiaktion im Schlaf erschossen.
Mitte der 1980er Jahre nutzte der Politiker Jesse Jackson den Begriff „Rainbow Coalition“ für seine erfolglose Präsidentschafts-Kampagne. Diese Begrifflichkeit hatte jedoch nichts mit der revolutionären Bewegung der ursprünglichen Koalition zu tun.
Noch Jahrzehnte später wird auf die Rainbow Coalition verwiesen und der Name adaptiert, so sprach die FAZ im Jahr 2018 anlässlich einer US-demokratischen Vorwahl von einer „Rainbow Coalition“ des 21. Jahrhunderts.